# Persone di nome Arnold
| Questa pagina contiene informazioni ricavate automaticamente dalle voci biografiche con l'ausilio del template Bio e di un bot. L'aggiornamento è periodico e automatico e ricostruisce completamente la pagina. Se manca una persona in questa lista, sei pregato di non aggiungerla, ma accertati piuttosto che la sua voce biografica contenga il template Bio e che i dati anagrafici siano correttamente compilati. Se il template Bio manca, inseriscilo tu stesso o, in alternativa, metti l'avviso {{tmp\|Bio}} che ne segnala la mancanza. Se i dati riportati sono sbagliati, correggi direttamente la voce biografica; le modifiche saranno visibili in questa lista entro pochi giorni. Per chiarimenti vedi il progetto antroponimi. La lista contiene solo le 156 persone che sono citate nell'enciclopedia e per le quali è stato implementato correttamente il template Bio. Pagina aggiornata al 23 mag 2025. |

Questa è una lista di persone presenti nell'enciclopedia che hanno il nome Arnold, suddivise per attività principale.

## Agenti segreti(1)
- Arnold Deutsch, agente segreto sovietico (n. 1903 - † 1942)

## Allenatori di calcio(4)
- Arnold Mühren, allenatore di calcio e ex calciatore olandese (Volendam, n. 1951)
- Arnold Scholten, allenatore di calcio e ex calciatore olandese ('s-Hertogenbosch, n. 1962)
- Arnold Schwellensattl, allenatore di calcio e ex calciatore italiano (Merano, n. 1975)
- Arnold Sowinski, allenatore di calcio e calciatore francese (Liévin, n. 1931 - Lens, † 2020)

## Allenatori di pallacanestro(1)
- Red Auerbach, allenatore di pallacanestro e dirigente sportivo statunitense (New York, n. 1917 - Washington, † 2006)

## Anatomisti(1)
- Arnold Ludwig Gotthilf Heller, anatomista tedesco (Kleinheubach, n. 1840 - Kiel, † 1913)

## Antropologi(1)
- Arnold van Gennep, antropologo francese (Ludwigsburg, n. 1873 - Bourg-la-Reine, † 1957)

## Arbitri di calcio(1)
- Arnold Hunter, arbitro di calcio britannico (Fermanagh, n. 1980)

## Arcivescovi cattolici(1)
- Arnold di Bergen, arcivescovo cattolico norvegese († 1434)

## Armatori(1)
- Mærsk Mc-Kinney Møller, armatore danese (Hellerup, n. 1913 - Copenaghen, † 2012)

## Artisti marziali misti(1)
- Arnold Allen, artista marziale misto britannico (Suffolk, n. 1994)

## Astronomi(2)
- Arnold Richard Klemola, astronomo statunitense (Pomfret, n. 1931 - Santa Cruz, † 2019)
- Arnold Wolfendale, astronomo britannico (Rugby, n. 1927 - Durham, † 2020)

## Attori(4)
- Arnold Moss, attore statunitense (Brooklyn, n. 1910 - New York, † 1989)
- Arnold Pinnock, attore canadese (Birmingham, n. 1967)
- Arnold Schwarzenegger, attore, imprenditore e produttore cinematografico austriaco (Thal, n. 1947)
- Arnold Vosloo, attore sudafricano (Pretoria, n. 1962)

## Bobbisti(1)
- Arnold Gartmann, bobbista svizzero (Sankt Moritz, n. 1904 - † 1980)

## Botanici(1)
- Arnold Grimme, botanico tedesco (Bückeburg, n. 1868 - Kassel, † 1958)

## Calciatori(22)
- Arnold Abelinti, calciatore francese (Kourou, n. 1991)
- Arnold Badjou, calciatore belga (Laeken, n. 1909 - Laeken, † 1994)
- Arnold Bouka Moutou, ex calciatore francese (Reims, n. 1988)
- Arnold Bruggink, ex calciatore olandese (Almelo, n. 1977)
- Arno Doomernik, ex calciatore olandese ('s-Hertogenbosch, n. 1970)
- Arnold Dwarika, ex calciatore trinidadiano (Arima, n. 1973)
- Arnold Johannessen, calciatore norvegese (n. 1937 - † 2007)
- Arnold Kieffer, calciatore lussemburghese (Niederkorn, n. 1910 - Differdange, † 1991)
- Arnold Kirke-Smith, calciatore inglese (Ecclesfield, n. 1850 - † 1927)
- Arnold Kruiswijk, ex calciatore olandese (Groningen, n. 1984)
- Arnold Kuulman, calciatore estone (n. 1895 - † 1926)
- Arnold Mvuemba, ex calciatore francese (Alençon, n. 1985)
- Arnold Issoko, calciatore congolese (Repubblica Democratica del Congo) (Kinshasa, n. 1992)
- Arnie Oliver, calciatore statunitense (New Bedford, n. 1907 - New Bedford, † 1993)
- Arnold Origi, calciatore keniota (n. 1983)
- Arnold Peralta, calciatore honduregno (La Ceiba, n. 1989 - La Ceiba, † 2015)
- Arnold Pihlak, calciatore estone (Tallinn, n. 1902 - Bradford, † 1982)
- Arnold Rodgers, calciatore inglese (Wickersley, n. 1923 - † 1993)
- Arnold Schütz, calciatore tedesco (Brema, n. 1935 - † 2015)
- Arnold Štauvers, calciatore lettone (n. 1908 - † 1984)
- Arnold Watson Hutton, calciatore argentino (Buenos Aires, n. 1886 - Buenos Aires, † 1951)
- Arnold Wetl, ex calciatore austriaco (Eibiswald, n. 1970)

## Canottieri(1)
- Arnold Jonke, ex canottiere austriaco (Gmünd, n. 1962)

## Cantanti(2)
- Engelbert Humperdinck, cantante, pianista e sassofonista britannico (Madras, n. 1936)
- Arnold Turboust, cantante francese (Saint-Sever-Calvados, n. 1959)

## Cantautori(1)
- Arno, cantautore e attore belga (Ostenda, n. 1949 - Bruxelles, † 2022)

## Cestisti(3)
- Bill Haarlow, cestista statunitense (Chicago, n. 1913 - Hinsdale, † 2003)
- Arnie Risen, cestista statunitense (Lexington, n. 1924 - Beachwood, † 2012)
- Arnold Short, cestista statunitense (Weatherford, n. 1932 - Oklahoma City, † 2014)

## Chimici(2)
- Arnold Frederick Holleman, chimico olandese (Oisterwijk, n. 1859 - Bloemendaal, † 1953)
- Paul Thénard, chimico e agronomo francese (Parigi, n. 1819 - Talmay, † 1884)

## Ciclisti su strada(1)
- Arnold Jeannesson, ex ciclista su strada e ciclocrossista francese (Parigi, n. 1986)

## Compositori(5)
- Arnold Bax, compositore britannico (Streatham, n. 1883 - Cork, † 1953)
- Arnold von Bruck, compositore fiammingo (Bruges - Linz, † 1554)
- Arnold de Lantins, compositore fiammingo († 1432)
- Arnold Mendelssohn, compositore tedesco (Ratibor, n. 1855 - Darmstadt, † 1933)
- Arnold Schönberg, compositore e pittore austriaco (Vienna, n. 1874 - Los Angeles, † 1951)

## Critici letterari(1)
- Arnold Gingrich, critico letterario e giornalista statunitense (Grand Rapids, n. 1903 - Ridgewood, † 1976)

## Dirigenti d'azienda(1)
- Arnold W. Donald, dirigente d'azienda statunitense (New Orleans, n. 1954)

## Drammaturghi(1)
- Arnold Wesker, drammaturgo inglese (Londra, n. 1932 - Brighton, † 2016)

## Entomologi(1)
- Arnold Förster, entomologo e insegnante tedesco (Aquisgrana, n. 1810 - Aquisgrana, † 1884)

## Filologi(1)
- Arnold Wycombe Gomme, filologo classico e storico britannico (n. 1886 - † 1959)

## Filosofi(6)
- Arnold Davidson, filosofo statunitense (n. 1955)
- Arnold Gehlen, filosofo, antropologo e sociologo tedesco (Lipsia, n. 1904 - Amburgo, † 1976)
- Arnold Geulincx, filosofo fiammingo (Anversa, n. 1624 - Leida, † 1669)
- Arnold Keyserling, filosofo e teologo tedesco (Amburgo, n. 1922 - Matrei am Brenner, † 2005)
- Arnold Ruge, filosofo e scrittore tedesco (Bergen auf Rügen, n. 1802 - Brighton, † 1880)
- Arnold Toynbee, filosofo, storico e economista inglese (Londra, n. 1852 - Wimbledon, † 1883)

## Fisici(1)
- Arnold Sommerfeld, fisico e matematico tedesco (Königsberg, n. 1868 - Monaco di Baviera, † 1951)

## Fisiologi(1)
- Arnold Durig, fisiologo austriaco (Innsbruck, n. 1872 - Schruns, † 1961)

## Fotografi(3)
- Arnold Genthe, fotografo statunitense (Berlino, n. 1869 - † 1942)
- Arnold Newman, fotografo statunitense (n. 1918 - † 2006)
- Arnold Odermatt, fotografo svizzero (Oberdorf, n. 1925 - Stans, † 2021)

## Geologi(1)
- Arnold Henri Guyot, geologo e geografo svizzero (Boudevilliers, n. 1807 - Princeton, † 1884)

## Ginecologi(1)
- Arnold Kegel, ginecologo statunitense (Lennox, n. 1894 - † 1972)

## Giocatori di calcio a 5(1)
- Arnold Knaub, giocatore di calcio a 5 kazako (n. 1995)

## Giocatori di curling(1)
- Arnold Richardson, giocatore di curling canadese (Estevan, n. 1928)

## Giocatori di football americano(3)
- Arnold Ebiketie, giocatore di football americano camerunese (Yaoundé, n. 1999)
- Arnie Herber, giocatore di football americano statunitense (Green Bay, n. 1910 - Green Bay, † 1969)
- Arnie Weinmeister, giocatore di football americano canadese (Rhein, n. 1923 - † 2000)

## Giuristi(1)
- Arnold Vinnen, giurista olandese (Monster, n. 1588 - † 1657)

## Golfisti(1)
- Arnold Palmer, golfista statunitense (Latrobe, n. 1929 - Pittsburgh, † 2016)

## Ingegneri(2)
- Arnold Hartley Gibson, ingegnere britannico (n. 1878 - † 1959)
- Arnold de Ville, ingegnere e imprenditore francese (Huy, n. 1653 - Modave, † 1722)

## Lottatori(1)
- Arnold Bögli, lottatore svizzero (La Chaux-de-Fonds, n. 1897)

## Mafiosi(2)
- Arnold Rothstein, mafioso statunitense (New York, n. 1882 - New York, † 1928)
- Arnold Squitieri, mafioso statunitense (Englewood, n. 1936 - Englewood, † 2022)

## Medici(4)
- Arnold Aletrino, medico, antropologo e scrittore olandese (Amsterdam, n. 1858 - Chernex, † 1916)
- Arnold Pagenstecher, medico e entomologo tedesco (Dillenburg, n. 1837 - Wiesbaden, † 1913)
- Arnold Rikli, medico svizzero (Wangen an der Aare, n. 1823 - Sankt Thomas, † 1906)
- Arnold Spuler, medico, entomologo e politico tedesco (Durmersheim, n. 1869 - Aidenried, † 1937)

## Mercenari(1)
- Arnold Winkelried, mercenario e generale svizzero (Bicocca, † 1522)

## Mezzofondisti(1)
- Arnold Jackson, mezzofondista britannico (Addlestone, n. 1891 - Oxford, † 1972)

## Militari(3)
- Arnold Joost van Keppel, I conte di Albemarle, ufficiale olandese (Zutphen, n. 1670 - L'Aia, † 1718)
- Arnold von Biegeleben, militare tedesco (Darmstadt, n. 1883 - Jullouville, † 1940)
- Arnold Büscher, militare tedesco (Bad Oeynhausen, n. 1899 - Polonia, † 1949)

## Mineralogisti(1)
- Arnold von Lasaulx, mineralogista tedesco (Kastellaun, n. 1839 - Bonn, † 1886)

## Monaci cristiani(1)
- Arnold Pannartz, monaco cristiano e tipografo ceco (Praga - Roma, † 1476)

## Musicisti(1)
- Arnold Jacobs, musicista e insegnante statunitense (Filadelfia, n. 1915 - Chicago, † 1998)

## Musicologi(1)
- Arnold Schering, musicologo tedesco (Breslavia, n. 1877 - Berlino, † 1941)

## Naturalisti(1)
- Arnold Edward Ortmann, naturalista e zoologo tedesco (Magdeburgo, n. 1863 - Pittsburgh, † 1927)

## Neurologi(2)
- Arnold Kutzinski, neurologo e psichiatra tedesco (Berlino, n. 1879 - Gerusalemme, † 1956)
- Arnold Pick, neurologo e psichiatra austro-ungarico (Groß Meseritsch, n. 1851 - Praga, † 1924)

## Numismatici(1)
- Arnold Luschin, numismatico austriaco (Leopoli, n. 1841 - Graz, † 1932)

## Pattinatori di velocità su ghiaccio(1)
- Clas Thunberg, pattinatore di velocità su ghiaccio finlandese (Helsinki, n. 1893 - Helsinki, † 1973)

## Pesisti(1)
- Arnold Viiding, pesista e discobolo estone (Valga, n. 1911 - Sydney, † 2006)

## Piloti automobilistici(1)
- Arnold Robin, pilota automobilistico francese (Le Mans, n. 1984)

## Pittori(4)
- Arnold Böcklin, pittore, disegnatore e scultore svizzero (Basilea, n. 1827 - San Domenico di Fiesole, † 1901)
- Arnold Bode, pittore tedesco (Kassel, n. 1900 - Kassel, † 1977)
- Arnold Deuvez, pittore francese
- Arnold Houbraken, pittore e scrittore olandese (Dordrecht, n. 1660 - Amsterdam, † 1719)

## Poeti(1)
- Arnold de Vos, poeta olandese (L'Aia, n. 1937 - Trento, † 2020)

## Politici(5)
- Arnold Cassola, politico e storico maltese (Sliema, n. 1953)
- Arnold Keppel, VIII conte di Albemarle, politico e ufficiale inglese (Londra, n. 1858 - Quidenham, † 1942)
- Arnold Koller, politico svizzero (San Gallo, n. 1933)
- Arnold Robert, politico e numismatico svizzero (La Chaux-de-Fonds, n. 1846 - La Chaux-de-Fonds, † 1925)
- Arnold Rüütel, politico estone (Laimjala, n. 1928 - Tallinn, † 2024)

## Presbiteri(2)
- Arnold Janssen, presbitero e missionario tedesco (Goch, n. 1837 - Steyl, † 1909)
- Arnold Spencer-Smith, presbitero, esploratore e fotografo britannico (Streatham, n. 1883 - Antartide, † 1916)

## Produttori cinematografici(1)
- Arnold Pressburger, produttore cinematografico ungherese (Presburgo, n. 1885 - Amburgo, † 1951)

## Produttori discografici(1)
- Arnold Lanni, produttore discografico, chitarrista e pianista canadese (Toronto, n. 1956)

## Pseudoscienziati(1)
- Arnold Ehret, pseudoscienziato tedesco (Friburgo in Brisgovia, n. 1866 - Los Angeles, † 1922)

## Psicologi(3)
- Arnold Buss, psicologo statunitense (Brooklyn, n. 1924 - West Orange, † 2021)
- Arnold Lazarus, psicologo sudafricano (Johannesburg, n. 1932 - Princeton, † 2013)
- Arnold Mindell, psicologo statunitense (Schenectady, n. 1940 - Yachats, † 2024)

## Pugili(1)
- Arnold Vanderlyde, ex pugile olandese (Sittard, n. 1963)

## Registi(3)
- Arnold Fanck, regista, sceneggiatore e produttore cinematografico tedesco (Frankenthal, n. 1889 - Friburgo in Brisgovia, † 1974)
- Arnold Laven, regista, produttore televisivo e produttore cinematografico statunitense (Chicago, n. 1922 - Tarzana, † 2009)
- Arnold Perl, regista, sceneggiatore e produttore cinematografico statunitense (n. 1914 - New York, † 1971)

## Scacchisti(1)
- Arnold Denker, scacchista statunitense (New York, n. 1914 - Fort Lauderdale, † 2005)

## Sciatori alpini(3)
- Arnold Midgley, sciatore alpino e dirigente sportivo canadese (Ottawa, n. 1935 - Ottawa, † 2023)
- Arnold Rieder, ex sciatore alpino italiano (Brunico, n. 1976)
- Arnold Senoner, ex sciatore alpino italiano (Bolzano, n. 1953)

## Scienziati(1)
- Arnold Adolph Berthold, scienziato tedesco (Soest, n. 1803 - Gottinga, † 1861)

## Scrittori(2)
- Arnold Ulitz, scrittore tedesco (Breslavia, n. 1888 - Tettnang, † 1971)
- Arnold Zweig, scrittore tedesco orientale (Gross-Glogau, n. 1887 - Berlino Est, † 1968)

## Scultori(2)
- Arnold Machin, scultore britannico (Stoke-on-Trent, n. 1911 - Eccleshall, † 1999)
- Arnold Quellinus, scultore fiammingo (Anversa, n. 1653 - Londra, † 1686)

## Slittinisti(1)
- Arnold Huber, ex slittinista e ex bobbista italiano (Brunico, n. 1967)

## Sollevatori(1)
- Arnold Luhaäär, sollevatore estone (Mõisaküla, n. 1905 - Tallinn, † 1965)

## Storici(7)
- Arnold Esch, storico tedesco (Altenbögge, n. 1936)
- Arnold Hermann Ludwig Heeren, storico e filologo tedesco (Arbergen, n. 1760 - Gottinga, † 1842)
- Arnold Hugh Martin Jones, storico britannico (Birkenhead, n. 1904 - Tessalonica, † 1970)
- Arnold Johan Messenius, storico svedese (Danzica, n. 1607 - Stoccolma, † 1651)
- Arnold Morel-Fatio, storico e numismatico svizzero (Rouen, n. 1813 - Losanna, † 1887)
- Arnold Schaefer, storico tedesco (Brema, n. 1819 - Bonn, † 1883)
- Arnold J. Toynbee, storico inglese (Londra, n. 1889 - York, † 1975)

## Storici dell'arte(2)
- Wilhelm von Bode, storico dell'arte tedesco (Calvörde, n. 1845 - Berlino, † 1929)
- Arnold Hauser, storico dell'arte ungherese (Temesvár, n. 1892 - Budapest, † 1978)

## Teologi(1)
- Arnold Othmar Wieland, teologo italiano (Renon, n. 1940)

## Violinisti(1)
- Arnold Rosé, violinista austriaco (Iași, n. 1863 - Londra, † 1946)

## Wrestler(1)
- Arnold Skaaland, wrestler statunitense (White Plains, n. 1925 - White Plains, † 2007)

## Zoologi(1)
- Arnold Lang, zoologo svizzero (Oftringen, n. 1855 - Zurigo, † 1914)

## Senza attività specificata(3)
- Mirin Dajo, olandese (Rotterdam, n. 1912 - Winterthur, † 1948)
- Arnold von Winkelried, cavaliere medievale svizzero (Stans - Sempach, † 1386)
- Arnold von Vietinghoff († 1364)